# Грасберг
Грасберг (нім. Grasberg) — сільська громада в Німеччині, розташована в землі Нижня Саксонія. Входить до складу району Остергольц.
Площа — 55,54 км2. Населення становить 7908 ос. (станом на 31 грудня 2021).